# Aale Tynni
Aale Tynni (3 octobre 1913 - 21 octobre 1997) est une poétesse et traductrice finlandaise, connue pour avoir gagné aux Jeux olympiques une médaille en littérature en 1948.

## Vie privée
Aale Tynni est née en 1913 dans une famille de Finnois d'Ingrie. Elle épouse en secondes noces le poète Martti Haavio en 1960. Après la mort de celui-ci en 1973, avec l'aide de  Katariina Eskola, elle compile sa correspondance dans un recueil posthume. 
Morte en 1997, elle est enterrée au cimetière de Hietaniemi.

## Jeux olympiques
Elle participe aux compétitions artistiques aux Jeux olympiques d'été de 1948 dans la catégorie littérature en présentant l'ouvrage Hellaan laakeri (La Gloire de la Grèce).
Elle gagne la médaille d'or. Elle devient et reste la seule femme a obtenir une médaille olympique en art, la discipline ayant par la suite été supprimée.

## Carrière en tant que traductrice et poétesse
Aale Tynni est connue en Finlande pour avoir traduit des poèmes européens du Moyen Âge en une poésie compréhensible. Ses poèmes sont publiés en 1957 dans une anthologie intitulée Tuhat Laulujen Vuotta (en).

## Œuvres
- Kynttiläsydän, 1938
- Vesilintu, 1940
- Lähde ja matkamies, 1943
- Lehtimaja, 1946
- Soiva metsä, 1947
- Ylitse vuorten lasisten, 1949
- Tuntematon puu, 1952
- Kerttu ja Perttu ja muut talon lapset, 1953
- Kissa liukkaalla jäällä ja muita satuja, 1954
- Torni virrassa, 1954
- Vieraana vihreällä saarella, 1954
- Heikin salaisuudet, 1956
- Tuhat laulujen vuotta, 1957
- Yhdeksän kaupunkia, 1958
- Maailmanteatteri, 1961
- Muuttohaukat, 1965
- Balladeja ja romansseja, 1967
- Lasten paratiisi, 1968
- Pidä rastaan laulusta kiinni, 1969
- Tarinain lähde, 1974
- Olen vielä kaukana, 1978
- Vuodenajat, 1987
- Inkeri, Inkerini, 1990
- Rautamarskin aika, 1991 (näytelmä)